# Olivier Megaton
Olivier Megaton, születési nevén Olivier Fontana (Issy-les-Moulineaux, 1965. augusztus 6. –) francia filmrendező, forgatókönyvíró. 
A vörös szirén, A szállító 3., a Colombiana, az Elrabolva 2. és az Elrabolva 3. című filmek rendezőjeként ismert.

## Fiatalkora
Párizsban született, 20 évvel Hirosima bombázása után. Művészneve, a Megaton is innen származik. Jean-Baptiste Mondino videoklip-rendezővel való találkozása után kezdett filmeken dolgozni. Eleinte rövidfilmeket és videoklipeket készített, mielőtt nagyjátékfilmeket kezdett rendezni.
Olasz származású.

## Pályafutása
Az Útvesztők, A vörös szirén,  A szállító 3., az Elrabolva 2., és az Elrabolva 3. című filmek rendezője. Felkérték, hogy rendezze a Mathilda című filmet, ami a Léon, a profi folytatása lett volna, de véleménye szerint valószínűtlen, hogy elkészüljön a film.
1998-ban regényt is írt, "Le Facteur humain" (Emberi faktor) címmel.

## Filmrendezései

### Nagyjátékfilmek
| Év   | Magyar cím            | Eredeti cím                     | Feladatkör | Feladatkör | Megjegyzések |
| Év   | Magyar cím            | Eredeti cím                     | Rendező    | Író        | Megjegyzések |
| ---- | --------------------- | ------------------------------- | ---------- | ---------- | ------------ |
| 2000 | Útvesztők             | Exit                            | Igen       | Igen       |              |
| 2002 | A vörös szirén        | The Red Siren                   | Igen       | Igen       |              |
| 2007 | Hitman – A bérgyilkos | Hitman                          | Nem        | Nem        | akciórendező |
| 2008 | A szállító 3.         | Transporter 3                   | Igen       | Nem        | akciórendező |
| 2011 | Colombiana            | Colombiana                      | Igen       | Nem        |              |
| 2012 | Elrabolva 2.          | Taken 2                         | Igen       | Nem        |              |
| 2014 | Elrabolva 3.          | Taken 3                         | Igen       | Nem        |              |
| 2020 | Az utolsó bűntény     | The Last Days of American Crime | Igen       | Nem        |              |

### Rövidfilmek
| Év   | Cím                      | Feladatkör | Feladatkör | Megjegyzések         |
| Év   | Cím                      | Rendező    | Író        | Megjegyzések         |
| ---- | ------------------------ | ---------- | ---------- | -------------------- |
| 1996 | Hard Head                | Igen       | Nem        |                      |
| 1998 | Tout morose              | Igen       | Igen       |                      |
| 1998 | No Happy End             | Igen       | Igen       |                      |
| 1998 | Je ne veux pas être sage | Igen       | Igen       | vágó                 |
| 2002 | Chrysalis                | Igen       | Igen       | dokumentum-rövidfilm |
| 2007 | Angie                    | Igen       | Igen       |                      |